# Hioide

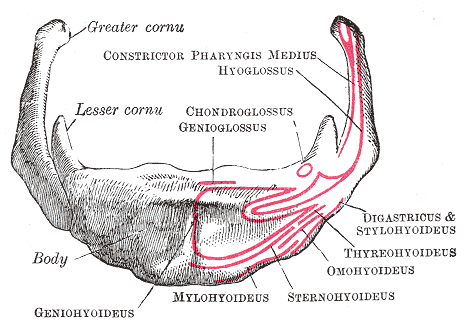
Insercions de l'os hioide

L'os hioide (en llatí os hyoideum, derivat del grec hyoeides, que significa 'amb la forma de la lletra ýpsilon (υ)') és un os senar, medial i simètric, situat a la part anterior del coll, per sota de la llengua i per sobre del cartílag tiroide. Té forma de ferradura, i és convex cap endavant. Se'n poden distingir tres parts diferents:
- Porció mitjana o cos
- Banyes majors
- Banyes menors

L'os hioide, generalment aïllat en els humans, pot de vegades estar unit a la resta de l'esquelet per un conjunt de formacions òssies, que amb ell constitueixen l'aparell hioidal.

## Estructura
Està format per teixit compacte, excepte en la base de les banyes majors, on presenta una gran quantitat de teixit esponjós.

## Funció
L'os hioide es presenta en molts mamífers; permet un ampli rang de moviments de la llengua, la faringe i la laringe. En els neandertals, la posició de la seva laringe no impedia que es produïssin els sons de la parla. El descobriment de l'os hioide en neandertals de la cova de Kebara, a Israel, va fer concloure als seus descobridors que la laringe descendent dels neandertals els permetria parlar (malgrat que hi ha altres opinions).

## Fractura
Per la seva posició, l'os hioide normalment no tendeix a fracturar-se.
En casos de mort dubtosa, un hioide fracturat és un fort indici d'estrangulació.

## Imatges addicionals

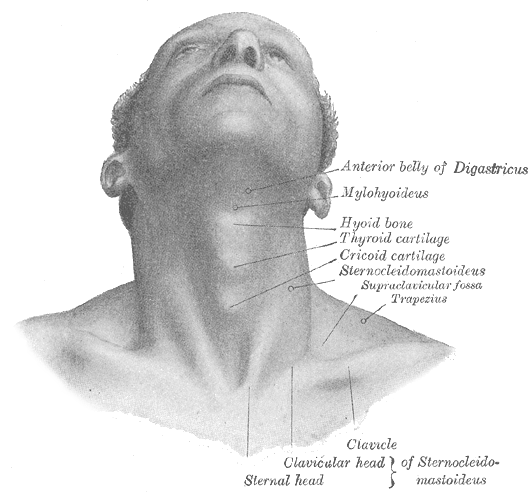
Vista frontal del coll